# Toren, Västergötland
Toren är i huvudsak en våtmark med en mindre vattenspegel vid Varnums kyrka i Ulricehamns kommun i Västergötland och ingår i Viskans huvudavrinningsområde.